# 卜家沟站
卜家沟站是位于陕西省富平县南社乡的一个铁路车站，邮政编码711700。车站建于1970年，有咸铜铁路经过该站，现仅办理货运，不办理客运业务，车站及其上下行区间均未电气化。车站距离咸阳站93公里，隶属西安铁路局，是五等站。

## 邻近车站
1. ↑  铁道部电子计算技术中心, 铁道部运输局. . 北京: 中国铁道出版社. 1998: 90. ISBN 9787113030995.